# エレイン・ホワイト (外交官)
エレイン・ホワイト（Elayne Whyte、英語: Elayne Whyte Gómez）は、コスタリカの外交官で学者である。
2000年から2002年までコスタリカの外務次官を務め、この職に就いた最初で最年少の女性であり、アフリカ系の人物でもあった。2014年から2020年まで、コスタリカの国連ジュネーブ事務所の常任代表を務め、2017年には核兵器禁止条約（TPNW）を交渉し採択した国連会議の議長を務めた。また、2015年から2018年にかけて、世界保健機関（WHO）で人権やグローバルヘルスの分野で法的または協力的なギャップを埋めるための他のグローバルな交渉プロセスを主導した。

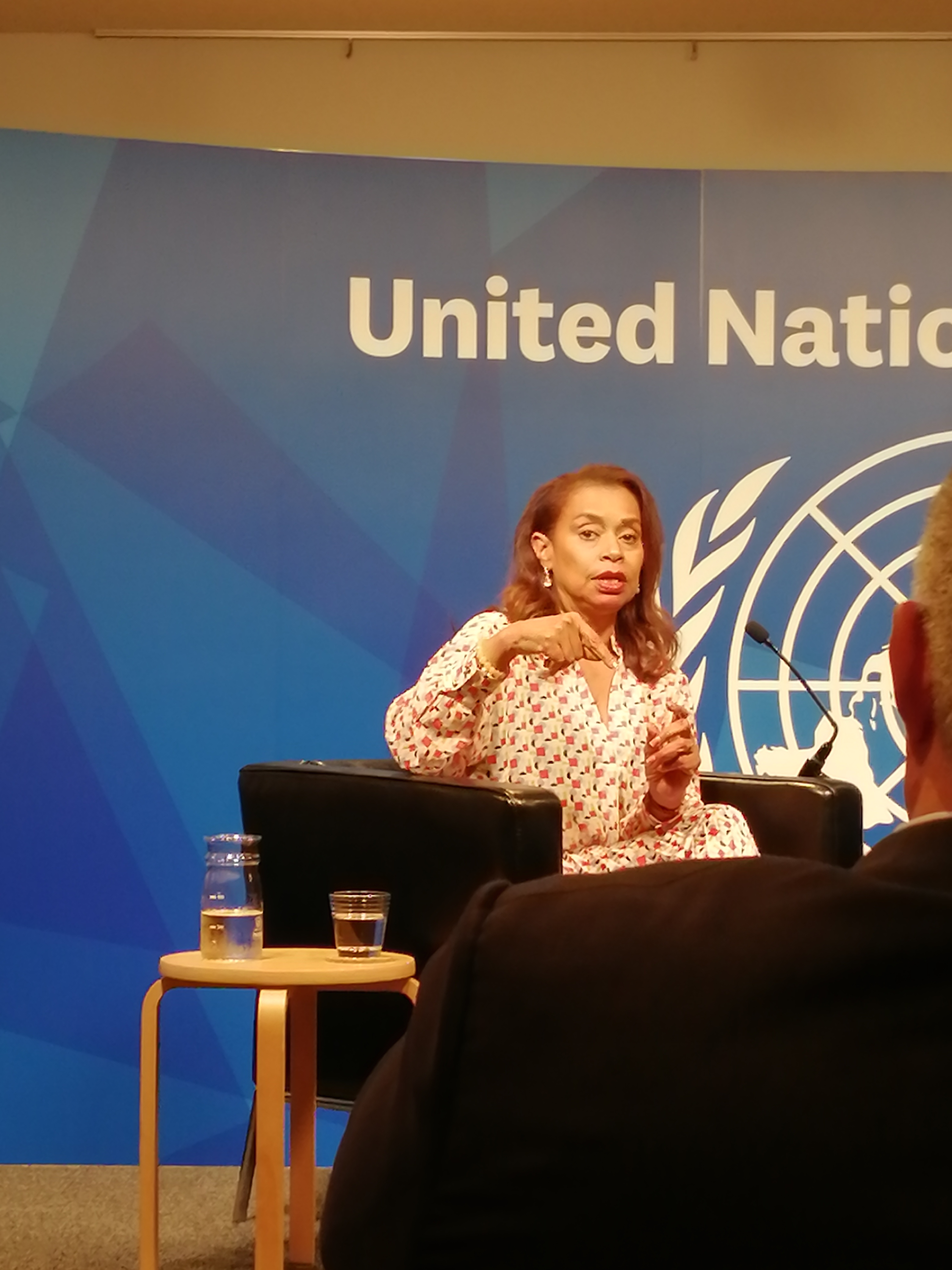

## 略歴
エレイン・ホワイトはコスタリカで生まれ育った。彼女は中央アメリカ自治大学で国際関係学の学士号を取得し、その後カリフォルニア州モントレーのミドルベリー国際研究所で国際政策研究の修士号を取得した。
彼女は1990年代からコスタリカの外務省に勤務し、2000年から2002年まで外務次官を務めた。この職に就いた最初で最年少の女性であり、アフリカ系の人物でもあった。彼女は中米地域統合と発展計画（Mesoamerica Integration & Development Project）の執行委員会委員長も務めた。
2014年から2020年まで、彼女はコスタリカの国連ジュネーブ事務所の常任代表を務めた。2017年には核兵器禁止条約（TPNW）を交渉し採択した国連会議の議長を務めた。この条約は核兵器の開発、試験、生産、保有、使用および脅威とすることを禁止するものであり、122か国が賛成票を投じて採択された。彼女はこの業績により「核兵器廃絶へ向けて歴史的な一歩を踏み出した」と評された。
また、彼女は2015年から2018年にかけて、世界保健機関（WHO）で人権やグローバルヘルスの分野で法的または協力的なギャップを埋めるための他のグローバルな交渉プロセスを主導した。彼女は毒蛇咬傷による年間200万件以上の中毒事故に対処するための国際協力枠組みや、健康に関する人権の実現に向けた国際的な課題に取り組んだ。
彼女は2022年度のハーバード大学の先進的リーダーシップ・イニシアティブ（ALI）のフェローであり、ハーバード・ケネディスクールの国際問題科学センター（Belfer Center）で「21世紀における人類のための交渉の課題」という研究グループを主導した。彼女は2023年春にはハーバード大学のウェザーヘッド研究員プログラム（Weatherhead Scholars Program）のフェローとなる予定である。
彼女の研究分野は、国際安全保障、核外交、人権、国連、地域統合、国際交渉などである。

## 受賞歴
- アストゥリアス皇太子賞平和協力部門（2017年） - 国連会議議長として核兵器禁止条約を交渉し採択したことに対して、核兵器廃絶国際キャンペーン（ICAN）と共に受賞[13]。
- ジュネーブ平和賞（2018年） - 国連会議議長として核兵器禁止条約を交渉し採択したことに対して受賞[14]。
- アルメイダ・ガルシア・モラレス賞（2018年） - コスタリカの外交官として人権や平和に貢献したことに対して受賞[15]。
- ジュネーブ女性オブ・ザ・イヤー賞（2018年） - 国連会議議長として核兵器禁止条約を交渉し採択したことに対して受賞[16]。

## 著作
- The Treaty on the Prohibition of Nuclear Weapons: A Commentary (Oxford University Press, 2020) - 共著[17]
- Negotiating for Humanity: The Challenges of Negotiating for Humanity in the 21st Century (Harvard University Press, 2023) - 単著[18]